# Sikhisme
El sikhisme (en panjabi: ਸਿੱਖ ਧਰਮ, transliteració: sikh dharma, del sànscrit śiṣya «deixeble, aprenent», o śikṣa, «instrucció»), conegut tradicionalment com a gurmat (literalment, «el consell dels gurus») o dharma sikh («doctrina dels sikhs»), és un sistema filosoficoreligiós basat en els ensenyaments del Guru Nanak Dev Ji i deu gurus sikhs del Panjab del segle xv.
D'un monoteisme estricte, és una síntesi del moviment bhakti hindú i del sufisme islàmic que nega l'autoritat dels Vedes, aboleix el sacrifici, el sacerdoci i el sistema de castes. Amb els ensenyaments del darrer Guru Gobind Singh Ji (1666-1708) però, el seu caràcter pacifista es va transformar en un esperit militar, rebutjant la doctrina no violenta de l'ahimsa. El principal text sagrat n'és el Guru Granth Sahib Ji, considerat pels fidels com "l'onzè i darrer guru". Els temples sikhs reben el nom de gurdwara i el principal n'és el temple Daurat de la ciutat d'Amritsar.
Els sikhs creuen en un Déu anomenat Ek Onkar, omnipresent i amb qualitats infinites i, en certa manera, són panteistes. També creuen en la reencarnació, però accepten altres creences per a després de la mort. Practiquen les virtuts de la caritat, amabilitat i humilitat contra els vicis d'enuig, gola, connexió mundana i luxúria. Mantenen que hi ha igualtat entre totes les persones, són contraris al sistema de castes, i procuren un estil de vida anomenat Chardi Kala, que es considera positiu i optimista. És la cinquena religió més important del món per nombre de devots. Segons les estimacions actuals, tindria entre 21 i 26 milions de fidels, situats principalment a l'estat indi del Panjab.

## Filosofia i ensenyaments
Els orígens dels sikhisme es troben en el que van ensenyar el Guru Nanak i els seus successors. Els principis sikhs es basen en la igualtat de tots els humans i rebutgen la discriminació per casta, creença o sexe. Aquests principis no donen gens d'importància a l'ascetisme com a mitjà per a assolir la salvació, però insisteixen en la necessitat de dur una vida sense grans luxes.
El sikhisme és una religió monoteista. En el sikhisme, Déu -anomenat Vāhigurū- és amorf, atemporal i invisible: niraṅkār, akāl, i alakh. En les escriptures sikh, s'hi fa servir el número u com a símbol de la universalitat de Déu. El sikhisme afirma que Déu és omnipresent i infinit, cosa que es transmet amb el terme ēk ōaṅkār. Els sikhs creuen que, abans de la creació, l'únic que existia era Déu i el seu hukam («voluntat» o «ordre»). Quan Déu ho va voler, va crear tot el cosmos i d'aleshores ençà va crear també māyā: la percepció dels humans de la realitat.
El sikhisme afirma que Déu està més enllà del coneixement humà, però Nanak en diu que no és completament desconegut. Déu és omnipresent (sarav viāpak) per tota la creació i és visible per tot arreu per a les persones amb un esperit despert. Nanak va destacar que, a Déu, se l'ha de veure amb "l'ull interior", amb el "cor" de l'ésser humà: els devots han de meditar per avançar cap a la il·luminació. El guru Nanak va posar èmfasi en la revelació mitjançant la meditació, ja que la seua aplicació rigorosa permet l'existència de comunicació entre Déu i els éssers humans. Déu no té gènere en el sikhisme, encara que les traduccions de vegades el tradueixen incorrectament com a masculí. De fet, el sikhisme ensenya que Déu és nirankar (niran significa «sense» i kar significa «forma»; «sense forma» per tant). A més a més, Nanak va escriure que hi ha molts mons als quals Déu va crear vida.
El sikhisme polític, manifestació del sikhisme religiós, existeix des del 1467 i fou regit successivament per deu gurus fins a la mort del darrer en què la direcció va passar a les escriptures.

### Els deu gurus i l'autoritat religiosa

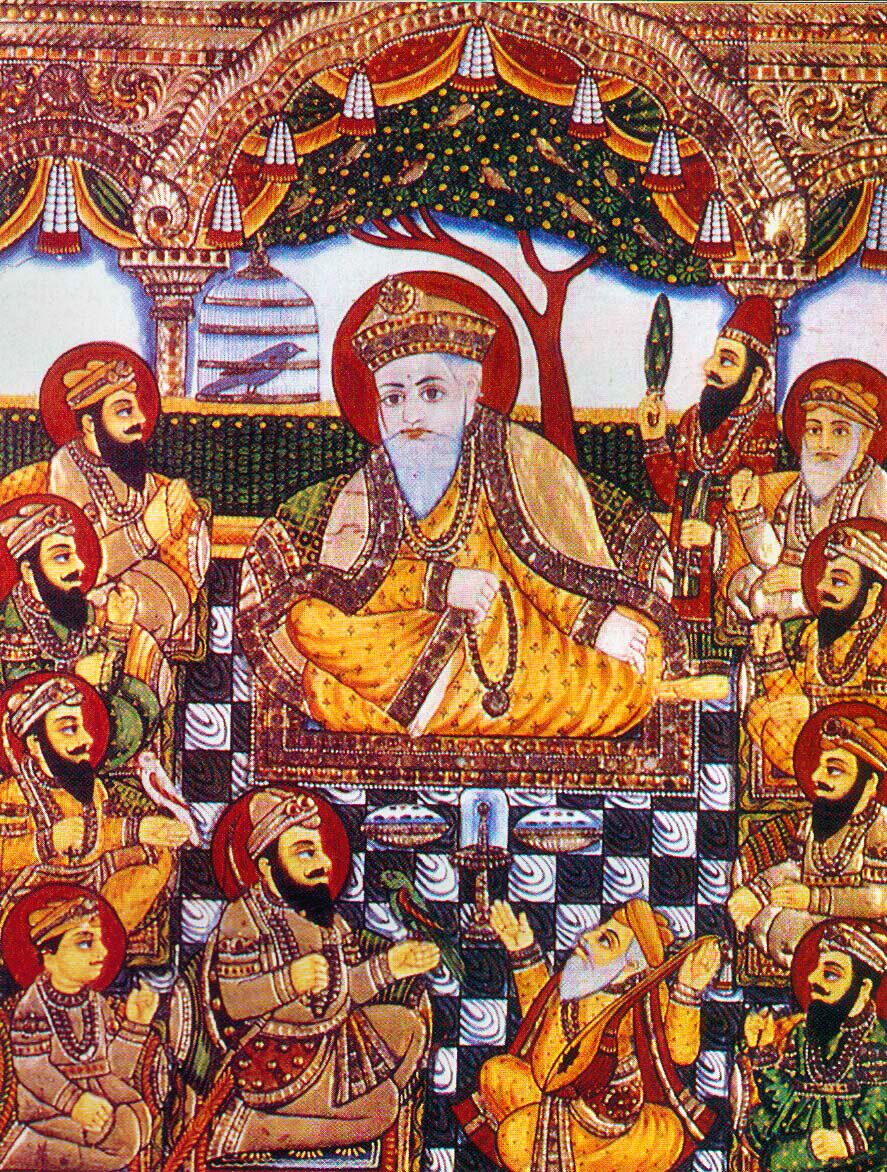
Una pintura Tanjore del mostrant els deu gurus sikh amb el Bhai Bala i el Bhai Mardana

El terme guru prové del sànscrit gurū, que significa «professor, guia» o «mentor». Les tradicions i la filosofia del sikhisme van establir-se per deu gurus específics entre 1499 i 1708. Cadascun va afegir i va reforçar el missatge dels seus predecessors, donant com a resultat la creació de la religió sikh.
Nanak va ser el primer guru i va marcar un dels deixebles com a successor. Gobind Singh va ser l'últim guru en forma humana. Abans de la seva mort, el Guru Gobind Singh va decretar que el guru Granth Sahib seria el guru final i perpetu dels sikhs.
Els sikhs creuen que l'esperit de Nanak va anar passant d'un guru al següent, "com la llum d'una làmpada, que n'il·lumina una altra i no decreix", i també està mencionat al seu llibre sagrat.
| #  | Nom               | Data de naixement      | Inici com a guru       | Data de l'ascensió     | Edat |
| -- | ----------------- | ---------------------- | ---------------------- | ---------------------- | ---- |
| 1  | Nanak Dev         | 15 d'abril de 1469     | 20 d'agost de 1507     | 22 de setembre de 1539 | 69   |
| 2  | Angad Dev         | 31 de març de 1504     | 7 de setembre de 1539  | 29 de març de 1552     | 48   |
| 3  | Amar Das          | 5 de maig de 1479      | 26 de març de 1552     | 1 de setembre de 1574  | 95   |
| 4  | Ram Das           | 24 de setembre de 1534 | 1 de setembre de 1574  | 1 de setembre de 1581  | 46   |
| 5  | Arjan Dev         | 15 d'abril de 1563     | 1 de setembre de 1581  | 30 de maig de 1606     | 43   |
| 6  | Har Gobind        | 19 juny 1595           | 25 de maig de 1606     | 28 de febrer de 1644   | 48   |
| 7  | Har Rai           | 16 de gener de 1630    | 3 de març de 1644      | 6 d'octubre de 1661    | 31   |
| 8  | Har Krishan       | 7 juliol 1656          | 6 d'octubre de 1661    | 30 de març de 1664     | 7    |
| 9  | Tegh Bahadur      | 1 d'abril de 1621      | 20 de març de 1665     | 11 de novembre de 1675 | 54   |
| 10 | Gobind Singh      | 22 de desembre de 1666 | 11 de novembre de 1675 | 7 d'octubre de 1708    | 41   |
| 11 | Guru Granth Sahib | n/a                    | n/a                    | n/a                    |      |

Després de morir Nanak, la fase més important en el desenvolupament del sikhisme va arribar amb el tercer successor, Amar Das. Els ensenyaments de Nanak van fer èmfasi en la recerca de la salvació i, per la seva part, Amar Das va començar a construir una comunitat de seguidors en què es van desenvolupar iniciatives, com ara cerimònies de naixement, matrimoni i mort. Amar Das també va establir el manji, un sistema de control del clergat comparable a una diòcesi. L'interior de l'Akal Takht.
Amar Das i el seu successor i gendre Ram Das van fundar la ciutat d'Amritsar, que és on es troba el temple Daurat i es considera com la ciutat més santa per a tots els sikhs. Quan el fill més jove de Ram Das, Arjan, el va succeir, la línia masculina dels gurus de la família Sodhi Khatri es va establir i tot gurus des d'eix moment van ser descendents directes d'aquesta línia. Guru Arjan Sahib va ser capturat per les autoritats de l'Imperi mogol, que sospitaven de l'orde religiós que aquest estava desenvolupant. La seva persecució i la seva mort van inspirar els seus successors per promoure una organització militar i política de les comunitats sikh amb l'objectiu de defensar-se dels atacs de les forces de l'Imperi mogol.
Els gurus sikhs van establir un mecanisme que permetia a la religió sikh reaccionar com una comunitat front a les circumstàncies canviants. El sisè guru, Har Gobind, va ser responsable de la creació del concepte Akal Takht («tron del que és etern»), que serveix com a centre suprem de decisió del sikhisme i s'asseu davant de la Darbar Sahib.

### Sri Guru Granth Sahib Ji, el llibre sagrat
Els seguidors de Guru Nanak li deien el guru («mestre»). Abans de la seva mort, va designar un nou guru com a successor i li va encomanar el lideratge de la comunitat sikh. Aquest procediment de designació d'un successor va ser continuat fins que el desè guru, guru Gobind Singh (mort el 1708), va instituir el culte sikh l'any 1699 i va dotar els sikhs d'una identitat com a religió independent. També va designar el llibre sagrat Guru Granth Sahib Ji com a onzè i definitiu guru de manera perpètua. L'autoria del text sagrat sikh correspon als gurus començant pel cinquè, guru Arjan, que el 1604 va començar la redacció del text sagrat. El llibre sagrat dels sikhs té la particularitat d'haver estat escrit pels mateixos fundadors de la religió, a diferència dels llibres sagrats d'altres grans religions. Està escrit íntegrament en alfabet gurmukhi, en les llengües panjabi, sànscrit, boipurí i persa. El llibre original es guarda en el Temple Daurat d'Amritsar i n'hi ha una còpia a cada temple.

## Creences i ritus

### La salvació i la khalsa
Els ensenyaments del guru Nanak no es basen en cap destí final al cel o a l'infern, sinó en una unió espiritual amb Déu que es tradueix en la salvació. Els principals obstacles a la consecució de la salvació són els conflictes socials i la recerca d'objectius mundans, que fan que els homes i dones entrin en un cicle interminable de reencarnacions.
Maya, que vol dir "il·lusió" o "irrealitat", és una de les desviacions principals en la recerca de Déu i la salvació: la gent es distrau de la devoció per altres atraccions mundanes que només proporcionen una satisfacció il·lusòria. No obstant això, el guru Nanak va dir que Maya no fa referència a una irrealitat del món, sinó a una irrealitat dels seus valors. En el sikhisme, l'egocentrisme, la luxúria, la ràbia, la ira i l'avarícia, coneguts com els cinc mals, es consideren particularment perniciosos. El destí de les persones vulnerables als cinc mals és la separació de Déu, i la situació es pot arreglar només després d'una intensa i incessant devoció.
Nanak va descriure la revelació de Déu -el camí a la salvació- amb termes com ara nām («el nom de Déu») i śabad («la paraula divina») per insistir en la totalitat de la revelació. Nanak va designar la paraula guru (que vol dir «mestre») com la veu de Déu i la font i guia per al coneixement i la salvació. La salvació només es pot assolir mitjançant la rigorosa disciplina i la devoció a Déu. Nanak va fer un clar èmfasi en la irrellevància de les observacions externes com els ritus, les peregrinacions, o l'ascetisme, i va insistir que la devoció s'ha de dur a terme amb el cor, amb l'esperit i l'ànima.
Una pràctica fonamental que ha de seguir és nām: el record del nom de Déu. La repetició verbal del nom de Déu o una síl·laba sagrada és una pràctica establerta en les tradicions religioses a l'Índia, però la interpretació de Nanak insisteix en l'aspecte interior, en la pràctica personal. Nanak considerava que l'ideal és l'exposició total del mateix ésser al nom diví i una total acceptació del dharma o l'"ordre diví". Nanak va descriure el resultat de l'aplicació disciplinada de nām simraṇ com un "creixent cap a Déu i en Déu" amb un procés gradual de cinc etapes. L'última d'aquestes etapes es diu sac khaṇḍ («el regne de la veritat»), la unió final de l'esperit amb Déu.
Nanak va insistir en kirat karō: un sikh ha d'equilibrar el treball, el culte i la caritat, i ha de defensar els drets de totes les criatures i, en particular, dels éssers humans. Se'ls anima a tenir un chaṛdī kalā, un punt de vista optimista de la vida. Els ensenyaments sikh també posen èmfasi en el concepte de compartir, vaṇḍ chakkō, mitjançant la distribució de menjar (anomenat langar) de franc a les gurdwares sikhs, les donacions caritatives, i la feina pel bé de la comunitat i els altres (sēvā).

### Lescinc Ko articles de fe

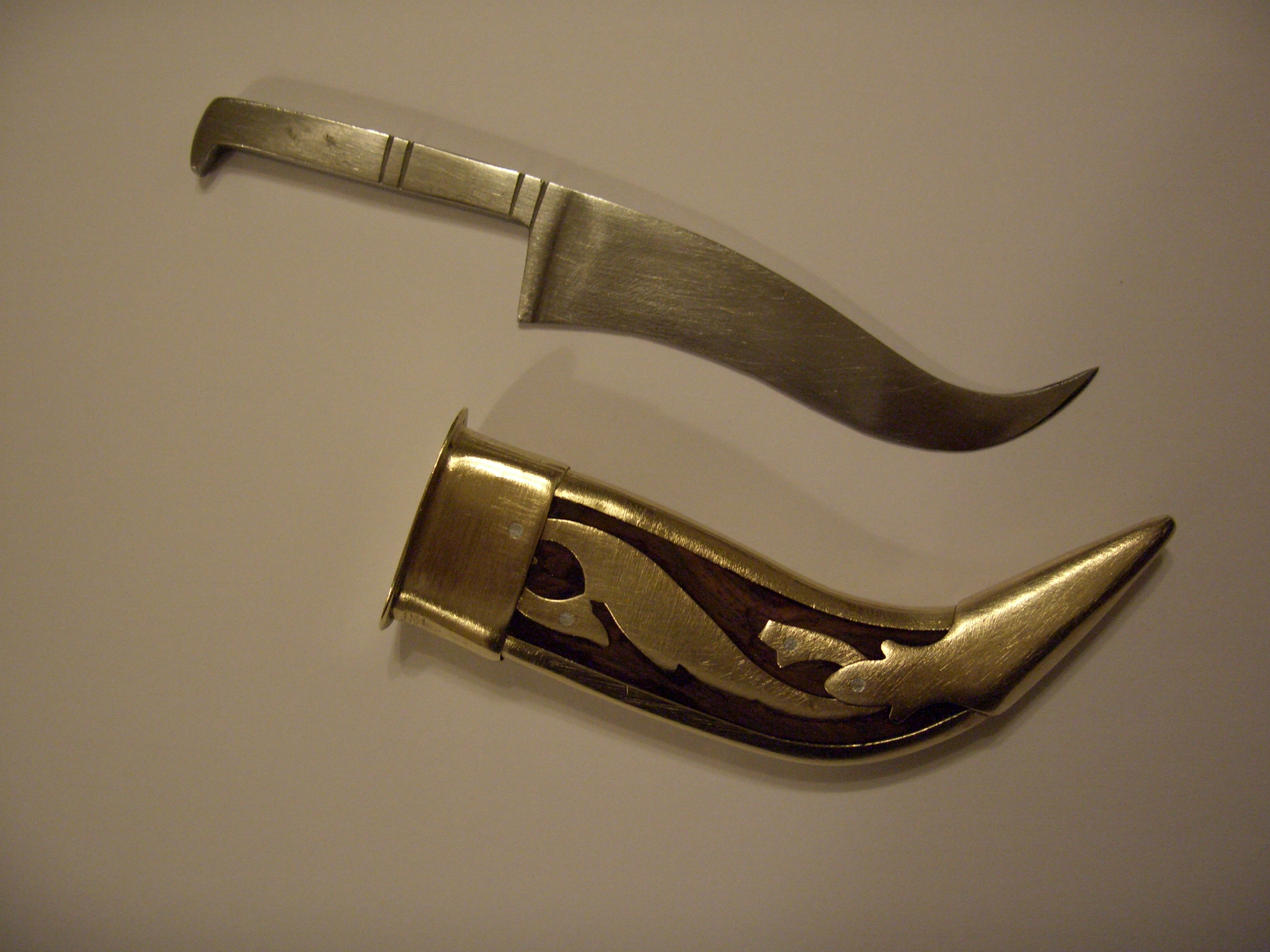
Un kirpan

- Kesh: cabells llargs sense tallar.
- Khanga: una petita pinta de fusta per a recollir-se els cabells.
- Kara: un braçalet metàl·lic.
- Kachera: roba interior de cotó.
- Kirpan: en els seus orígens era una espasa cerimonial, però actualment no és més que una petita daga. Simbolitza el poder i la llibertat d'esperit, l'autorespecte, la lluita constant del bé i la moralitat sobre la injustícia. No s'ha de fer servir mai el kirpan per atacar, però sí per a l'autodefensa o per a protegir algú altre.

### Khanda, l'emblema sikh

Khanda

Aquest símbol està format per tres armes, el kanda, situat entre dues espases corbades anomenades kirpans i un shakkar, arma amb forma de disc. Cadascuna té un significat simbòlic:
- Khanda: espasa recta que simbolitza el coneixement de Déu.
- Kirpans: espases corbades que representen la sobirania política i espiritual.
- Shakkar: arma en forma de disc que simbolitza la unicitat de Déu.

### Noms sikhs
Els homes utilitzen un segon nom: Singh (que significa 'lleó') darrere del seu nom de pila. Les dones utilitzen Kaur (que significa 'princesa') com a segon nom. El rebuig dels sikhs al sistema de castes es reflecteix en què molts d'ells prefereixen evitar l'ús del seu cognom, molt lligat a la identificació de les castes, i utilitzen només el nom de pila seguit de Singh o Kaur.

### Ritual dels cabells
El ritual permet que un sikh es talli la seva pròpia cabellera amb el khanda, procedint així a l'execució d'un acte de purificació espiritual típic del nord de l'Índia, que consisteix a cremar els cabells amb encens, rendint d'aquesta forma culte a les seves divinitats.

## Història

### Origen, Guru Nanak Dev Ji
El fundador del sikhisme, guru Nanak, va néixer el 1469 en una família hindú al nord-est de l'Índia. Després de quatre llargs viatges en direccions oposades al Tibet, Sri Lanka, Bengala, i a la Meca i Bagdad, guru Nanak va predicar a hindús i musulmans, i així va captar un grup nombrós de deixebles (sikhs). Segons els seus ensenyaments, la religió hauria de ser un mitjà d'unió entre els éssers humans, però, en la pràctica, aquesta semblava enfrontar les persones. En aquest sentit, lamentava de manera especial l'enfrontament entre hindús i musulmans, així com les pràctiques de caràcter ritual que apartaven l'ésser humà de la recerca de Déu. La seva intenció era arribar a una realitat més enllà de les diferències superficials entre les dues religions. D'aquí la seva famosa màxima: «No hi ha hindús, no hi ha musulmans».
La posició doctrinal de guru Nanak recolza en un fet bàsic: l'autoritat del Déu únic, el creador. Guru Nanak va anomenar Déu el «Nom Veritable» perquè volia evitar l'ús d'un nom concret. Guru Nanak va ensenyar que el Nom Veritable, encara que pugui rebre nombrosos noms en diferents llocs és, essencialment, el Déu únic, sobirà i omnipotent.
Guru Nanak es va oposar al sistema de castes, però va conservar el concepte hindú maya («il·lusió»). El món se'ns manifesta com si fos real, però l'autèntica realitat és només la de Déu. El món material és una il·lusió que impedeix a molts éssers humans, abandonats als plaers materials, veure la realitat autèntica i única de Déu. La fe sikh conserva la creença hindú en la reencarnació, però considera que l'ésser humà pot alliberar-se del cicle de reencarnacions mitjançant la virtut, que li permet arribar a la morada de l'amor de Déu. En canvi, els hindús creuen que la virtut només produeix una reencarnació en millors condicions de vida.

### Expansió de la comunitat sikh

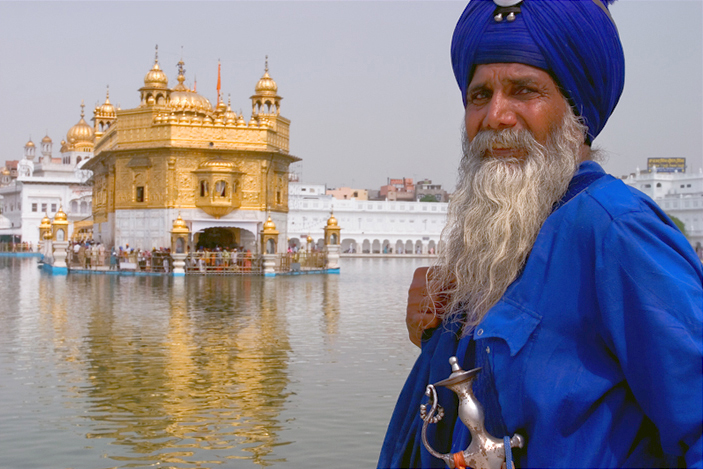
Un sikh davant del temple Daurat

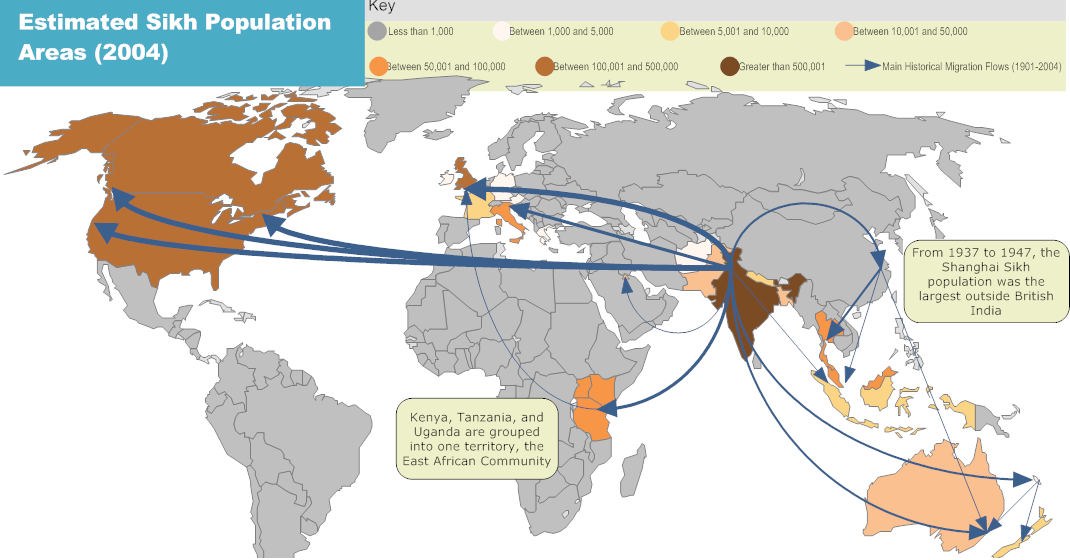
Fluxos de migració dels sikh

El 1538, Nanak va triar el seu deixeble Lahiṇā, un khatri del clan Trehan, com el seu successor en comptes d'un dels deu fills. Lahiṇā va ser anomenat Guru Angad Dev Ji i va esdevenir el segon guru dels sikhs. Nanak va revelar la seva elecció a la ciutat de Kartarpur, a prop del riu Ravi, on es va instal·lar després dels seus viatges. Malgrat que Sri Chand no era ambiciós, els udasis creien que el càrrec de guru hauria d'haver estat seu, ja que era un home pietós i, a més a més, fill de Nanak. En conseqüència, no van acceptar la successió d'Angad. Seguint el consell de Nanak, Angad se'n va anar de Kartarpur a Khadur, on vivien la seva dona Khivi i els seus fills. Va quedar-se allà fins a acostar les postures enfrontades dels seus partidaris i els udasis. Angad va contiuar el treball començat per Nanak i és molt estimat per haver estandarditzat l'escriptura gurmukhī com a escriptura sagrada dels sikhs.
Guru Amar Das Ji, un khatri del clahn Bhalla, va esdevenir el tercer guru sikh el 1552 amb 73 anys, i Goindval va passar a ser un important centre de sikhisme en aquesta època. Amar Das va estendre el principi d'igualtat per a les dones prohibint el purdah i el ritu sati. També va afavorir la pràctica del menjar langar (vegetarià) i va fer que tothom qui volguera parlar amb ell haguera de menjar langar abans. El 1567, l'emperador Akbar va seure amb gent normal del Panjab a menjar langar. D'altra banda, Amar Das també va educar 146 apòstols, 52 d'ells eren dones, per afavorir la ràpida expansió de la religió. Abans de la seua mort el 1574, als 95 anys, va triar el seu gendre Jēṭhā, un khatri del clan Sodhi, com el quart guru sikh.
Jēṭhā es va anomenar Guru Ram Das Ji i va començar amb força la seua tasca com a guru. Va establir la ciutat de Ramdaspur, més tard anomenada Amritsar, com a centre del sikhisme. Abans que amb el nom de Ramdaspur, Amritsar va ser coneguda com a Guru Da Chakk. El 1581, Guru Arjan Dev Ji, el fill més jove del quart guru, va esdevenir el cinqué guru dels sikhs. A més de ser responsable de la construcció del temple Daurat (Darbar/Harmandir Sahib), va preparar els textos sagrats sikhs coneguts com a Ādi Granth (literalment: 'el primer llibre') i hi va incloure les escriptures dels cinc primers gurus i d'altres sants hindús i musulmans. Va ser torturat i mort per l'emperador dels mughals Jahangir, per haver rebutjat fer canvis en l'Ādi Granth i per recolzar una disputa pel tron que no va tenir èxit.

### Conflictes territorials

#### L'Imperi sikh
Els sikhs van governar teocràticament una gran confederació de regnes coneguda com l'Imperi sikh, que va desaparèixer després de dues guerres contra els britànics, conegudes com a guerres anglosikhs Els sikhs van ser-ne derrotats en la segona, i després el seu territori va ser annexat a la colònia britànica d'Índia.

#### Khalistan
El 1980, els moviments independentistes liderats per nacionalistes sikhs que buscaven la creació d'un estat sobirà sikh van portar a la declaració d'independència de Khalistan. Després d'això, va seguir un enfrontament amb l'Exèrcit de l'Índia enviat per la primera ministra Indira Gandhi per ocupar el temple d'Or d'Amritsar (lloc sagrat dels sikhs) i desallotjar un grup de militants nacionalistes sikhs. Aquesta batalla va finalitzar amb l'Operació Estrella Blava, en què es va bombardejar el temple en el qual s'havien refugiat els rebels, cosa que va provocar més de 500 morts. Aquesta actuació de l'exèrcit indi d'entrar en un lloc sagrat sikh va ser considerada un ultratge per molts sikhs.

#### Massacre antisikh
A l'Índia, els sikhs van ser blanc d'atacs després de l'assassinat d'Indira Gandhi, acte de venjança dut a terme pels seus mateixos guardaespatlles sikhs. El motiu de la venjança va ser la decisió d'Indira Gandhi d'enviar l'exèrcit a ocupar el temple Daurat. Després del seu assassinat, diversos atacs contra els sikhs van resultar en milers de morts.

## Els sikhs

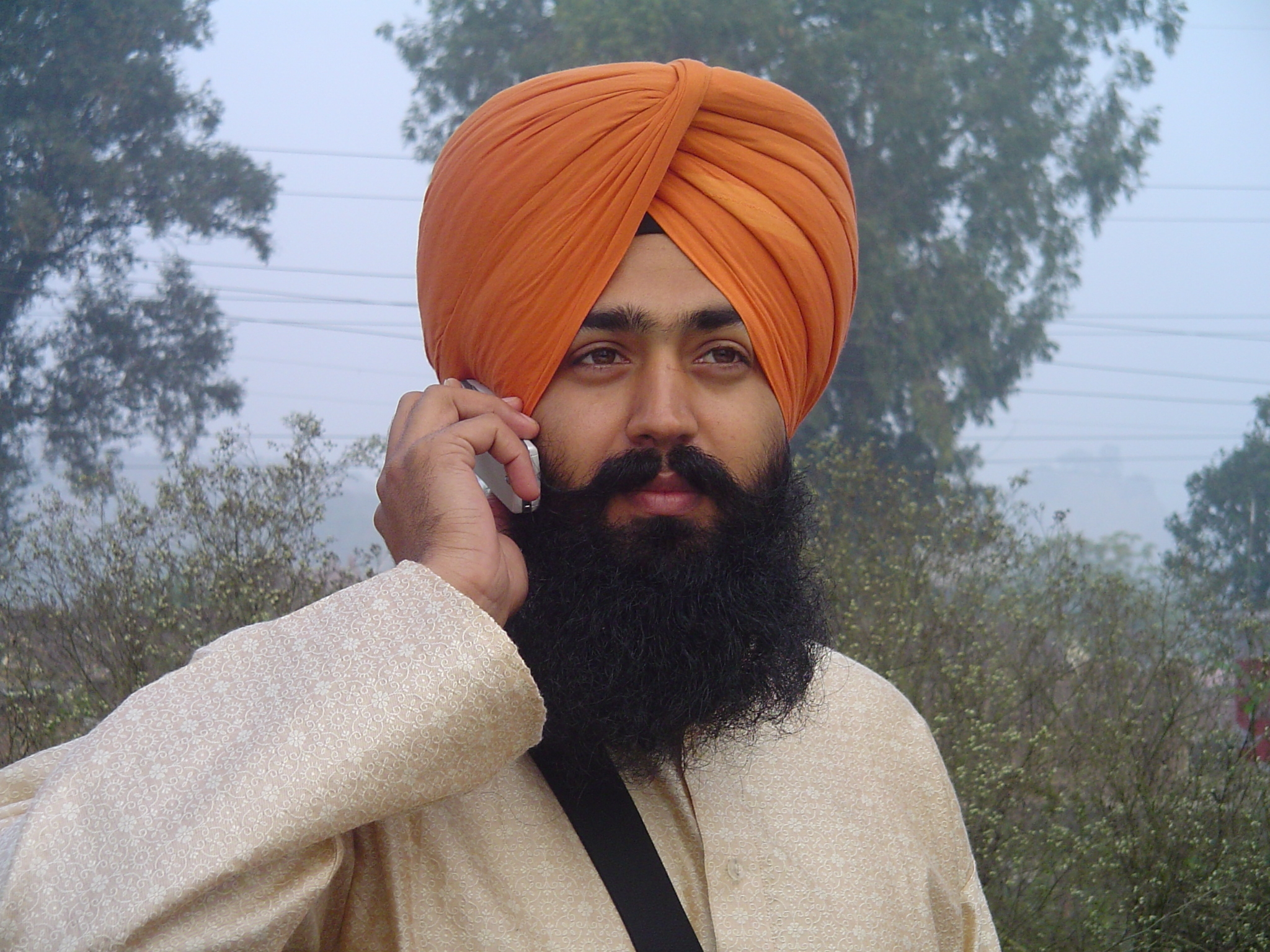
Un sikh amb el turbant típic

Hi ha entre 21 i 26 milions de sikhs per tot el món i aproximadament un 75% viu en l'estat indi del Panjab, on representen el 60% de la població. Encara que hi ha un nombre elevat de sikhs en altres zones del món, alguns països no han reconegut el sikhisme com a religió majoritària. En les regions properes al Panjab i per tota l'Índia hi ha comunitats de sikhs, encara que aquests només representen el 2% de la població d'aquest país.
En el segle xix, van començar les onades d'emigració sikhs que van suposar la creació de comunitats relativament importants al Canadà, l'est d'Àfrica, l'Orient Mitjà, el sud-est asiàtic, el Regne Unit i, més recentment, Austràlia, Grècia, Nova Zelanda, els Estats Units i Europa occidental. Hi ha també una presència de sikhs menys important a l'Illa Maurici, Malàisia, Fiji, el Nepal, la Xina, Pakistan, Afganistan, l'Iraq, Singapur i molts altres països.

### A Catalunya
A Catalunya, la presència de sikhs és notable. Si bé en un principi es parlava de dos grans nuclis, a Barcelona i al triangle format per Santa Coloma de Farners, Olot i Salt, actualment (2014) són presents en la major part de grans ciutats catalanes i disposen de nou temples, quatre dels quals a Barcelona. El 2016 van rebre el Premi Martí Gasull.